# Emanuel Gularte
Emanuel Gularte, vollständiger Name Emanuel Gularte Méndez, (* 30. September 1997 in Montevideo) ist ein uruguayischer Fußballspieler.

## Karriere

### Verein
Der 1,89 Meter große Defensivakteur Gularte steht seit der Saison 2014/15 im Kader des uruguayischen Erstligisten Montevideo Wanderers. Sein Debüt in der Primera División feierte er am 15. März 2015 bei der 1:2-Heimniederlage gegen den Club Atlético Atenas, als er in der 46. Spielminute für Martín Rivas eingewechselt wurde. In der Spielzeit 2014/15 wurde er insgesamt zweimal (kein Tor) in der höchsten uruguayischen Spielklasse eingesetzt. Während der Saison 2015/16 blieb er ohne Pflichtspieleinsatz in der Profimannschaft. In der Spielzeit 2016 bestritt er eine Partie (kein Tor) in der Copa Sudamericana 2016 aber keine Erstligaspiele.

### Nationalmannschaft
Gularte ist Mitglied der uruguayischen U-18-Nationalmannschaft. Im Juni 2015 wurde er seitens des U-18-Trainers Alejandro Garay für ein Trainingslager in Vorbereitung auf ein im Folgemonat in Los Angeles stattfindendes Vier-Nationen-Freundschaftsspiel-Turnier berufen.